# Ribeira Brava (São Nicolau)
Ribeira Brava es una ciudad caboverdiana del municipio de Ribeira Brava.

## Geografía
La ciudad está situada en la isla de São Nicolau.

## Organización territorial
La ciudad abarca los lugares y barrios de:
- Chanzinha
- Estância de Baixo
- Ladeira
- Lapa
- Lombinho
- Lombona
- Maiamona
- Marica
- Meio Estância
- Mermorial
- Monte Alegre
- Pandulha
- Passagem
- Ribeirinha
- São João

## Demografía
Gráfica demográfica de la ciudad de Ribeira Brava:
| Gráfica de evolución demográfica de Ribeira Brava entre 1990 y 2021 |
|                                                                     |